# Gare d'Union (Portland)
Ne doit pas être confondu avec Union Station (Portland).
Pour les articles homonymes, voir Gare de Portland.
La gare d'Union est une ancienne gare ferroviaire aux États-Unis, située à Portland dans l'État du Maine.

## Histoire
La station, située sur la rue Saint John, a été construite en 1888 par le chemin de fer du Boston & Maine, reliant Portland avec Boston. Deux autres chemins de fer se servaient de cette gare, le Maine Central et le Portland & Ogdensburg. 
Portland avait jusqu'à deux gares de voyageurs : la gare d'Union de Portland BM/MEC sur la rue Saint John, reconstruit en 1888, et le Terminal Grand Tronc avec vue sur la mer situé sur la rue de l'Inde.  
Les chemins de fer au nord de Portland ont été convertis à l'écartement standard dans les années 1870. Ceci durant l'âge d'or des passagers du rail dans les années 1920, lorsqu'une variété d'entreprises fournit aux passagers des services ferroviaires jusqu'à Portland.
À la fin du XIXe siècle, la population de Portland avait atteint plus de 50 000 habitants, avec un port très actif qui exportait du bois, des produits agricoles, du bois d'œuvre, et des produits de bétails vers d'autres villes de la côte ouest et dans le reste du monde. Les cours de triage pour le port ont été regroupées juste au nord de la ville, alors que les trains passagers sont devenus plus populaires à la fin des années 1880. C'est alors que les habitants de Portland ont commencé à planifier une nouvelle station de voyageurs ambitieuse. En 1888, la ville construit la nouvelle gare qui allait devenir le cœur du système ferroviaire de la région.
La station a prospéré jusqu'après la Seconde Guerre mondiale, quand les Américains se sont précipités vers l'automobile. L'importance de la Gare d'Union est alors devenue moindre, et conforme à la mentalité américaine de l'époque, ce qui n'était plus utile a été tout simplement démoli. La gare fut détruite en 1961.